# Kevin Hofland
Kevin Hofland (Brunssum, 7 de junho de 1979) é um futebolista neerlandês que joga atualmente no Feyenoord..

## Carreira Profissional
Kevin iniciou sua carreira no pequeno time do Fortuna Sittard, dos Países Baixos. Depois de atuar por 3 temporadas no pequeno clube, conseguiu uma transferência para o PSV. Pelo clube de Eindhoven, permaneceu por mais 4 temporadas, ganhando destaque e marcando 4 gols. Devido a suas grandes atuações no Philips Stadion, chamou a atenção do clube alemão VfL Wolfsburg, onde atuou por mais 3 temporadas, sendo inclusive chamado para atuar na Seleção Neerlandesa. Na temporada 2007/2008 assinou contrato com seu atual clube, o Feyenoord de Roterdã.

## Estatísticas
| Temporada | Clube           | Competição | Partidas | Gols |
| 1997/98   | Fortuna Sittard | Eredivisie | 6        | 0    |
| 1998/99   | Fortuna Sittard | Eredivisie | 29       | 1    |
| 1999/00   | Fortuna Sittard | Eredivisie | 24       | 0    |
| 2000/01   | PSV             | Eredivisie | 29       | 2    |
| 2001/02   | PSV             | Eredivisie | 22       | 2    |
| 2002/03   | PSV             | Eredivisie | 7        | 0    |
| 2003/04   | PSV             | Eredivisie | 20       | 0    |
| 2004/05   | VfL Wolfsburg   | Bundesliga | 27       | 0    |
| 2005/06   | VfL Wolfsburg   | Bundesliga | 19       | 2    |
| 2006/07   | VfL Wolfsburg   | Bundesliga | 30       | 0    |
| 2007/08   | Feyenoord       | Eredivisie | 0        | 0    |
| Total     |                 |            | 214      | 7    |

## Seleção Nacional
Pelos Países Baixos, Hofland tem sido constantemente convocado nos últimos jogos. Até o momento, ele teve 7 convocações e não marcou nenhum gol. As chances de Hofland disputar a Eurocopa em 2008 são muito grandes.

## ligações externas
- Biografia no Wolfsburg (alemão)
- Homepage (holandês)
- Profile do jogador Kevin Hofland no site footballdatabase.com (inglês)